# Чепігоподібні
Чепігоподібні (Coliiformes) — ряд птахів. Містить шість сучасних видів у родині чепігових (Coliidae) та низку викопних форм, що відомі починаючи з пізнього палеоцену.

## Поширення
Чепігоподібні поширені в Субсахарській Африці.

## Класифікація
Ряд Чепігоподібні (Coliiformes)
- Базальні та некласифіковані форми
  - Рід †Eocolius (Лондон Клей, ранній еоцен, Англія)
  - Рід †Limnatornis (ранній міоцен, Франція) (Urocolius?) включає «Picus» consobrinus
  - Рід †Eobucco
  - Рід †Uintornis
- Родина †Chascacocoliidae
  - Рід †Chascacocolius (палеоцен?- ранній еоцен)
- Родина †Selmeidae Zelenkov & Dyke 2008
  - Рід †Selmes (середній еоцен?- пізній олігоцен, Центральна Європа)
- Родина †Sandcoleidae
  - Рід †Sandcoleus (палеоцен)
  - Рід †Anneavis
  - Рід †Eoglaucidium
  - Рід †Tsidiiyazhi
- Родина Coliidae — чепігові
  - Базальні та некласифіковані форми
    - Рід †Primocolius (пізній еоцен/олігоцен, Франція)
    - Рід †Oligocolius (ранній олігоцен, Німеччина)
    - Рід †Masillacolius (середній еоцен, Мессель, Німеччина)

  - Підродина Coliinae
    - Рід Colius (4 види)

  - Підродина Urocoliinae
    - Рід Urocolius (2 види)